# Dirección General de Planificación, Innovación y Gestión de la Formación Profesional
La Dirección General de Planificación, Innovación y Gestión de la Formación Profesional de España es el órgano directivo del Ministerio de Educación, Formación Profesional y Deportes, adscrito a la Secretaría General de Formación Profesional, que asiste a esta en el diseño y gestión de convocatorias y programas sobre formación profesional, en el impulso de infraestructuras y centros formativos, así como en la innovación tecnológica, todo dentro del ámbito de competencias de la Secretaría General.

## Historia
La Dirección General se creó por Real Decreto 1009/2023, de 5 de diciembre, adscrita a la Secretaría General de Formación Profesional, para reforzar el área de formación profesional del Ministerio de Educación.
Posteriormente, en marzo de 2024 se desarrolló su estructura, con tres subdirecciones generales: una de Programas y Gestión, para el diseño y gestión de las convocatorias, ayudas y reconocimientos, así como la cooperación en FP; otra para Centros y Emprendimiento, responsable de fomentar la actitud emprendedora, la formación del profesorado y la innovación en el ámbito de la enseñanza de FP; y, el Centro de Innovación y Tecnificación de Alto Rendimiento de la FP (CITAR), para la I+D+i en este ámbito.

## Estructura
La Dirección General se estructura a través de los siguientes órganos directivos, todos ellos con rango de Subdirección General:
- La Subdirección General de Programas y Gestión, a la que le corresponde el diseño y gestión de las convocatorias estatales del Sistema de Formación Profesional; la promoción de premios, becas y ayudas y otros reconocimientos públicos y privados a las personas o entidades profesionales que permitan difundir el Sistema de Formación Profesional; la promoción de programas destinados a facilitar el desarrollo de la carrera profesional y el acceso a la cualificación y recualificación profesional; y la gestión y seguimiento de los programas de cooperación territorial y de los convenios de colaboración y cooperación en el ámbito de competencias de la formación profesional para estudiantes del sistema educativo y para la población activa.
- La Subdirección General de Centros y Emprendimiento, a la que le corresponde impulsar la formación del profesorado de formación profesional, así como la innovación en las técnicas educativas; la coordinación de la red nacional de centros de excelencia y de referencia; fomentar el emprendimiento en el ámbito de la formación profesional; la dirección y gestión del Centro para la Innovación y el Desarrollo de la Educación a Distancia; y la planificación, ejecución, control, gestión y seguimiento de la formación profesional en el ámbito de gestión del Ministerio de Educación.
- que ejercerá las funciones atribuidas a la Dirección General en los párrafos e), f), g), j) y k), del apartado 1 y, en el ámbito de sus competencias, los párrafos c), d) y m) del citado apartado 1.
- El Centro de Innovación y Tecnificación de Alto Rendimiento de la Formación Profesional (CITAR), a la que le corresponde el impulso de procesos de innovación e investigación aplicada en los planos tecnológico y metodológico del Sistema de Formación Profesional, de carácter prospectivo en sistemas avanzados no contemplados en la ordenación general del Sistema de Formación Profesional, como fase previa para su incorporación, si procede, a dicha ordenación, así como de los procesos de transferencia del conocimiento.

Tanto la Subdirección General de Centros y Emprendimiento como el CITAR, en su respectivo ámbito competencial, son responsables del impulso de la investigación aplicada en los centros de formación profesional, en colaboración con empresas, así como de la creación de entornos estratégicos especializados que favorezcan la colaboración efectiva en diferentes sectores productivos, entre los centros de formación profesional y las empresas; del análisis, promoción e implantación del uso de tecnologías avanzadas en el Sistema de Formación Profesional que contribuyan a la doble transición ecológica y digital y al reto demográfico; y de la promoción de la implantación generalizada de metodologías activas de aprendizaje que refuercen la innovación metodológica, así como la cultura STEAM en los diferentes niveles de aprendizaje de la formación profesional.

## Titulares
- Pilar Varela Díaz (2023-2024)[3][4]
- Esther Monterrubio Ariznabarreta (2024)[5]
- Eva Ledo Cabaleiro (noviembre-diciembre de 2024). Interina por vacancia del titular.
- María Paz Sánchez Martínez (2024-)[6]